# Post Grad

Post Grad ou La Bachelière au Québec est un film américain réalisé par Vicky Jenson sorti en 2009.

## Synopsis
Ryden Malby avait tout prévu, après avoir obtenu son diplôme, elle trouverait un travail et s’installerait dans son appartement. Cependant à son arrivée à Los Angeles ses projets ne se passent pas comme elle l’avait espéré.

## Fiche technique
- Titre original : Post Grad
- Titre québécois : La Bachelière
- Réalisation : Vicky Jenson
- Scénario : Kelly Fremon
- Montage : Dana Congdon
- Musique : Christophe Beck
- Genre : Comédie romantique
- Production : Jeffrey Clifford et Ivan Reitman ; Steven R. McGlothen (coproduction)
  - Production exécutive : Tom Pollock et Paul J. Duggan
- Date de sortie :
 États-Unis : 21 août 2009
 France : 7 juillet 2010

## Distribution
- Alexis Bledel (VFB : Séverine Cayron ; VQ : Bianca Gervais) : Ryden Malby
- Zach Gilford (VFB : Frederik Haùgness ; VQ : Philippe Martin) : Adam Davies
- Bobby Coleman (VQ : Camille Préfontaine) : Hunter Malby
- Carol Burnett (VFB : Nicole Shirer ; VQ : Élizabeth Chouvalidzé) : Maureen Malby
- Michael Keaton (VFB : Julien Roy ; VQ : Daniel Picard) : Walter Malby
- Rodrigo Santoro (VFB : Marc Weiss ; VQ : Martin Watier) : David Santiago
- Jane Lynch (VFB : Stéphane Excoffier ; VQ : Claudine Chatel) : Carmella Malby
- Catherine Reitman (VFB : Marie-Noëlle Hébrant ; VQ : Aline Pinsonneault) : Jessica Bard
- Craig Robinson (VFB : Pierre Wychomstein) : Funeral Director
- Michael Terry : College Grad

Source et légende : Version française (V. F.) et Version québécoise (V. Q.)